# Katheru
Katheru là một thị trấn trong vùng đô thị Rajahmundry, thuộc huyện East Godavari, bang Andhra Pradesh, Ấn Độ. It was a census town and an urban agglomeration constituent of Rajahmundry as per 2011 census of India and was fully included into the corporation on ngày 18 tháng 3 năm 2013, along with 21 panchayats. It also forms a part of Godavari Urban Development Authority.